# Tros

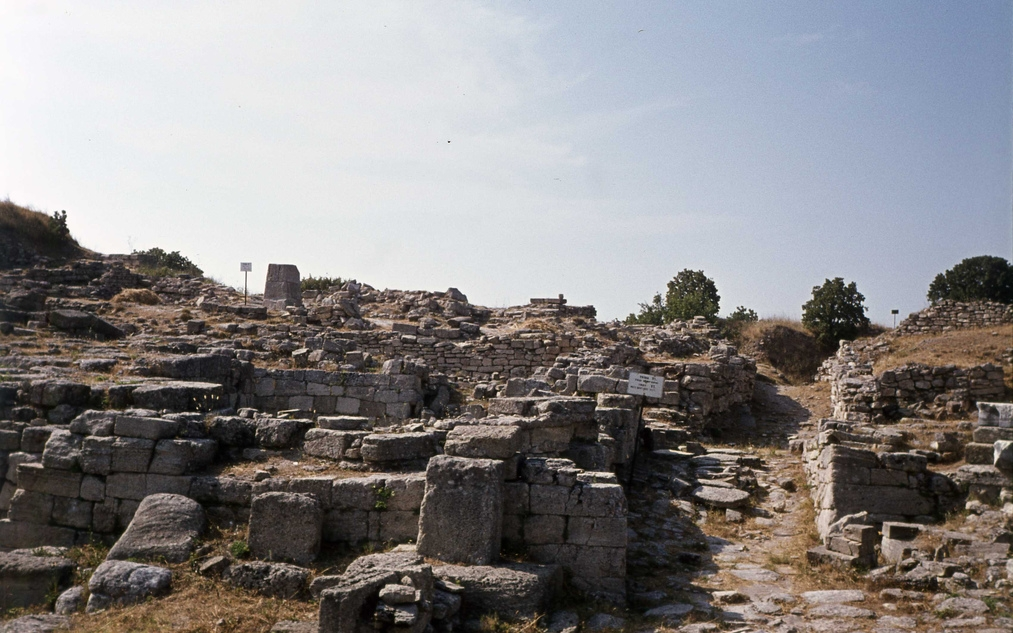
Restes arqueològiques de la ciutat de Troia.

Segons la mitologia grega, Tros (en grec antic Τρώς) va ser rei de Dardània i de tota la regió homònima, que es va anomenar Tròade en honor seu.
Tros era fill del rei Erictoni de Dardània, fill al seu torn de Dàrdan i d'Astíoque, filla del déu-riu Simois. Va heretar el regne quan va morir el seu pare. Es va casar amb la nimfa Cal·lírroe, filla del déu fluvial Escamandre, amb qui va engendrar:
- Ilos, fundador i rei de Troia.
- Assàrac, rei de Dardània
- Cleòpatra[4]
- Ganimedes, coper dels déus olímpics.

Quan Zeus va raptar el fill petit de Tros, Ganimedes, aquest li va suplicar, però el déu va enviar el seu missatger Hermes per regalar-li a Tros dos cavalls que podien córrer damunt l'aigua. A més, Hermes va explicar-li a Tros que Zeus havia fet immortal al seu fill i que vivia a l'Olimp com a catamita dels déus, una posició de gran prestigi.
Un altre fill seu, Ilos va fundar una nova ciutat a la Tròade, a la riba del riu Escamandre, que va anomenar Ílion (tot i que és més coneguda com a Troia). Quan Tros va morir, els seus dos fills van repartir-se els seus dominis.